# Nociceptivni bol
Nociceptivni bol najčešća je vrsta bola, uzrokovan izravnim oštećenjem tkiva. To oštećenje može biti posljedica ozljede, upale, infekcije, tumorima ili drugim patološkim procesima. Nociceptivni bol može biti akutan ili kroničan. Akutni je kratkotrajan i obično prolazi nakon što ozljeda zacijeli ili se patološki proces ukloni. Kronični traje dulje od 3 mjeseca, a može biti prisutan i nakon što se uzrok boli ukloni.
Nociceptivni bol prenosi se do mozga putem nociceptora, senzorā boli koji se nalaze u svim tkivima tijela. Nociceptivni impuls putuje od nociceptora do središnjega živčanog sustava senzornim živcima. U središnjemu živčanom sustavu impuls se obrađuje u različitim područjima uključujući kralježničnu moždinu, talamus i koru mozga.
Percepcija nociceptivne boli složen je proces koji ovisi o brojnim faktorima uključujući intenzitet bolesti, vrstu oštećenja tkiva, lokalizaciju boli, psihološke čimbenike i prethodno iskustvo s boli.
Nociceptivna bol može se liječiti različitim metodama uključujući:
- analgetike (lijekove protiv boli) kao što su paracetamol, ibuprofen i opioidi[1]
- nesteroidne antiinflamatorne lijekove (NSAID) kao što je ibuprofen[1]
- antidepresive i antiepileptike
- fizioterapiju
- psihoterapiju
- akupunkturu.

Izbor liječenja ovisi o uzroku boli, njezinu intenzitetu i trajanju te općenitome zdravstvenom stanju pacijenta.